# 犁头鳅碘泡虫
犁头鳅碘泡虫（学名：Myxobolus lepturichthys）为碘泡科碘泡虫属的动物。在中国，分布于四川等，营寄生生活，寄生在刺鳞犁头鳅的肾。